# Zweirad-Industrie-Verband
Der Zweirad-Industrie-Verband (ZIV) mit Sitz in Berlin ist eine Interessenvertretung der Zweirad-Industrie in Deutschland. Er tritt öffentlich als ZIV – Die Fahrradindustrie auf.
Mit etwa 140 Mitgliedern (Stand 2025) umfasst dies nach eigenen Angaben des ZIV etwa 90 % der Fahrrad- und E-Bike Produktion in Deutschland.

## Geschichte
Der ZIV entstand im Jahr 2000 aus der Verschmelzung des Fachverbands Fahrrad- und Kraftradteile (FTV) und des in Bad Soden ansässigen Verbands der Fahrrad- und Motorrad-Industrie (VFM). Als Branchenverband vertritt der ZIV rund 100 Mitgliedsunternehmen gegenüber Gesetzgeber, Regierung, Behörden, Medien, Institutionen und Organisationen. Ein großer Teil der Mitgliedsfirmen ist im Bereich der Produktion und des Imports von Fahrrädern, E-Bikes, Fahrradteilen, -komponenten und -zubehör tätig.
Mit der Kampagne Pro Fahrrad – Radfahren bewegt startete der ZIV im Januar 2010 eine Kampagne, um das Image des Fahrrades in Deutschland nachhaltig zu verbessern. Zur Europawahl 2024 gab es mit „aufsRadsetzen“ eine weitere Kampagne für die Förderung des Radverkehrs.

## Marktanalyse
Jährlich erscheinend werden die Marktdaten für das vergangene Jahr ermittelt und öffentlich zur Verfügung gestellt.